# Streblus indicus
Streblus indicus är en mullbärsväxtart som först beskrevs av Bur., och fick sitt nu gällande namn av Edred John Henry Corner. Streblus indicus ingår i släktet Streblus och familjen mullbärsväxter. Inga underarter finns listade i Catalogue of Life.